# Битва при Гастінгсі
Битва при Гастінгсі (14 жовтня 1066) — вирішальна битва часів нормандського завоювання Англії. У битві нормандське військо під керівництвом герцога Нормандського Вільгельма здобуло перемогу над англійськими військами Гарольда II. Битва відбулася поблизу теперішнього містечка Беттл у Східному Суссексі.
Гарольд II загинув у битві, легенда розповідає, що стріла простромила йому око. Попри деякий подальший супротив англосаксів, битву при Гастінсі вважають подією, після якої Вільгельм повністю захопив владу в Англії.
Події битви зображені на знаменитому гобелені Байо. На місці битви побудоване Беттлське абатство.

## Попередні події
Представник однієї з наймогутніших родин Англії Гарольд Годвінсон заявив про свої права на трон одразу ж після смерті Едуарда Сповідника в січні 1066. Він здобув підтримку Вітенагемота — ради англо-саксонської знаті. Деякі джерела стверджують, що Едуард усно пообіцяв трон своєму двоюрідному брату Вільгельму, герцогу Нормандському, але на смертному одрі вирішив усе ж на користь Гарольда.
Герцог Нормандський, який вже 15 років намагався утвердитися в Англії, сприйняв коронацію Гарольда як оголошення війни. Свого нормандського війська йому бракувало, тому він зібрав у місті Кан у Нормандії знать із різних країн Європи. На його заклик відгукнулися навіть із Південної Італії. Своїм воякам Вільгельм пообіцяв землі й титули, стверджуючи водночас, що експедиція має благословення Папи. Флот Вільгельма складався з 696 кораблів, і, якщо це число точне, то військо повинно було налічувати приблизно 20 тисяч. Зібрані сили прочекали в порту все літо, можливо через погану погоду, можливо тому, що боялися зіткнення на морі з сильним англійським флотом. До Англії вирушили тоді, коли Гарольд вичерпав запаси й змушений був розпустити свій флот. Морський шторм розбив чимало англійських кораблів. 28 вересня 1066 року Вільгельм без спротиву висадився в Певенсі.
Король Гарольд II щойно знищив війська норвезьких вікінгів під керівництвом Гаральда Гардрода та свого власного брата Тостіга годвінсона в битві при Стемфорд-Брідж, що біля Йорка. Почувши про висадку сил герцога Нормандського Гарольд поквапився на південь на зустріч із завойовниками. Його брат, ерл Гирт, ратував за затримку доти, доки не буде зібрано більше людей, але Гарольд прагнув показати, що зможе захистити своє королівство проти будь-якого завойовника. 12 жовтня він вирушив із Лондона, збираючи сили на шляху. 13 жовтня прибув на пагорб Сенлак.
Гарольд розмістив свої сили на дорозі з Гастінгса до Лондона на пагорбі Сенлак на віддалі у 6 миль від Гастінгса. За ним був великий ліс Андеріда, а перед ним схил, що змінювався новим підйомом на пагорб Телем.

## Битва

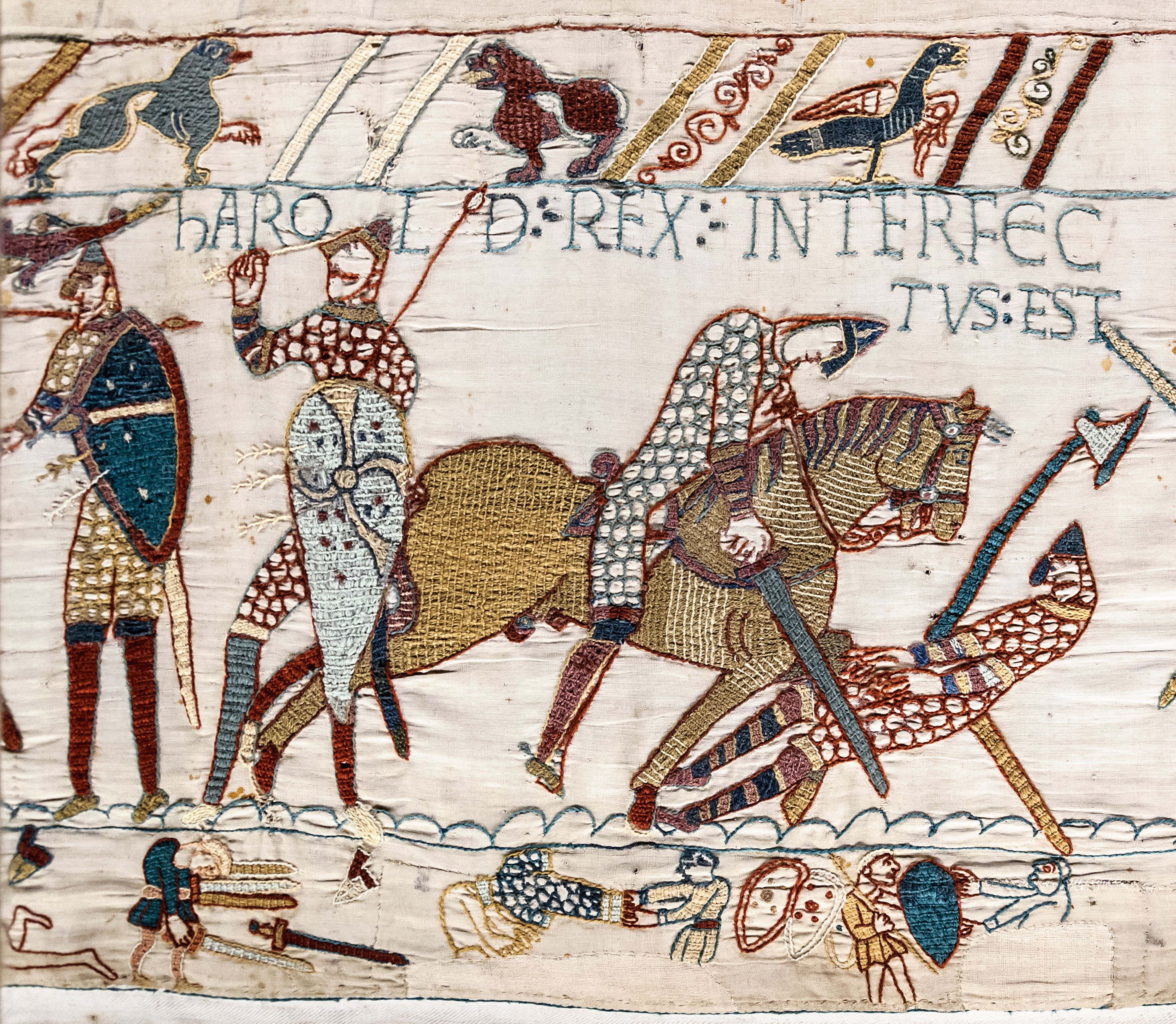
Смерть Гарольда. Фрагмент гобелена Байо

Вільгельм опирався на базову тактику, при якій спочатку лучники повинні були ослабити ворога стрілами, потім у бій повинна була вступити піхота, а вирішального удару завдати кавалерія. Проте його тактика не спрацювала за планом. Війська Вільгельма напали на англосаксів одразу ж після побудови лав, і лучники вистрілили кілька разів, але стріли влучали у стіну щитів і не завдали великої шкоди. Вважаючи, що англосакси зазнали втрат, Вільгельм звелів наступати піхоті. Нормандці побігли вгору, а англосакси кидали згори вниз усе, що могли: каміння, дротики, палиці. Ця злива завдала нормандцям значної шкоди, змусивши їх зламати лінію.
Коли піхота добігла до англосаксонських лав і зав'язала рукопашний бій, Вільгельм сподівався, що англійці зламаються, але ті трималися добре. Як наслідок, Вільгельму довелося вводити в бій кінноту набагато раніше, ніж було заплановано. Незважаючи на спеціальний вишкіл, чимало коней лякалося перед стіною сокир, списів та мечів. Після години бою бретонський підрозділ Вільгельмових сил зламався і почав втечу з пагорба. Зазнаючи втрат, і побоюючись флангового оточення нормандський і фламандський підрозділи відступили разом із бретонцями. Англосакси не змогли стриматися від спокуси й зламали свої лави. Битва стала хаотичною. Під Вільгельмом загинув кінь, і герцог звалився на землю. Подумавши, що їхній лідер загинув, нормандці запанікували й кинулися навтьоки. Однак Вільгельм зняв шолом, щоб продемонструвати, що ще живий, і знову закликав військо до бою.
Вільгельм з групою лицарів зумів організувати успішну контратаку проти англосаксів, яких уже не захищала стіна щитів. Їм вдалося відрізати частину фірдменів. Чимало англосаксів зрозуміли, що нормандці пішли в контратаку лише тоді, коли стало пізно. Проте деяким вдалося видертись на пагорб під захист гускарлів. Іншим, серед цих невдах були брати Гарольда, не пощастило. Дві армії знову вишикували лави і на полі битви встановилося тимчасове затишшя. Вільгельм скористався ним, щоб подумати над новою тактикою. Те, що норманів ледь не розтрощили, стало перевагою, бо англосакси втратили частину стіни щитів. Без дисциплінованої взаємодії вишколених частин окремі англосакси ставали легкою мішенню. Вільгельм знову кинув своє військо на сили англосаків і йому вдалося вбити чимало гускарлів.
Тепер у передніх рядах англосаксонського строю стояло багато фірдменів, і дисциплінована стіна щитів, яку вдавалося зберігати гускарлам, стала давати тріщини. На початку битви лучники Вільгельма стріляли прямо в англосаксів, але це виявилося неефективним завдяки стіні щитів. Тому Вільгельм наказав лучникам стріляти понад стіну щитів, щоб уражати тих вояків, які стояли позаду. Ця тактика принесла успіх. За легендою саме на цьому етапі битви Гарольду в око влучила стріла. Англосакси збентежилися, дисципліна, необхідна для стіни щитів, впала. Вільгельмові сили знову пішли в атаку й цього разу проломили захисну стіну. Англосаксонське військо почало розбиватися на окремі фрагменти. Король Гарольд загинув. Без лідера сотні фірдменів почали втікати з поля. Гускарли залишилися вірними обітниці вірності королю, й відважно билися до кінця, доки не полягли.

## Після битви
Небагатьом захисникам пощастило добратися до лісу. Деякі з нормандських загонів спробували організувати погоню, але потрапили в сутінках у засідку й були знищені.
Після битви Вільгельм два тижні відпочивав біля Гастінгса, очікуючи, що англосаксонські лорди прийдуть присягати йому. Потім зрозумів, що надії марні, й розпочав наступ на Лондон. У листопаді його військо зазнало втрат від шигельозу (тоді називали дизентерією), неабияк занедужав сам Вільгельм. Однак на ту пору прибуло підкріплення з континенту. Через Лондонський міст перейти йому не вдалося, довелося робити гак до броду Валлінфорд і підходити до Лондона з північного заходу. Північні ерли, Едвін та Моркар, Есегар, лондонський шериф і Едгар Етелінг, якого обрали королем після смерті Гарольда, вийшли з міста і здалися. На Різдво 1066 року Вільгельма коронували у Вестмінстерському абатстві, і відтоді він став називатися Вільгельмом I Завойовником.

## Нотатки
1. ↑  давн-англ. Beadu Hǣstingum або норм. Batâle dé Hastings